# Spirit (rover)
Spirit (Mars Exploration Rover-A, MER-A, MER-2) è stato il primo dei due rover gemelli della NASA (l'altro è MER-B o MER-1 "Opportunity") giunti su Marte nel mese di gennaio 2004 nell'ambito della missione Mars Exploration Rover.
Le specifiche del rover prevedevano che esso avrebbe funzionato per almeno novanta giorni. Tali specifiche vennero ampiamente superate e Spirit continuò a marciare sul suolo marziano per tutto il 2006. In data 4 gennaio 2010 il rover Spirit festeggiò i 6 anni di lavoro sulla superficie marziana, dimostrando un'incredibile resistenza alle intemperie climatiche che si verificano sul pianeta.
Dal 22 marzo 2010 si interruppero i contatti con il rover. Il team della NASA continuò a cercare di ristabilire le comunicazioni, fino al 25 maggio 2011, data in cui la missione venne dichiarata ufficialmente conclusa.
Il rover ha percorso durante la sua missione un totale di 7730,50 m.

## Panoramica della missione

### Lancio

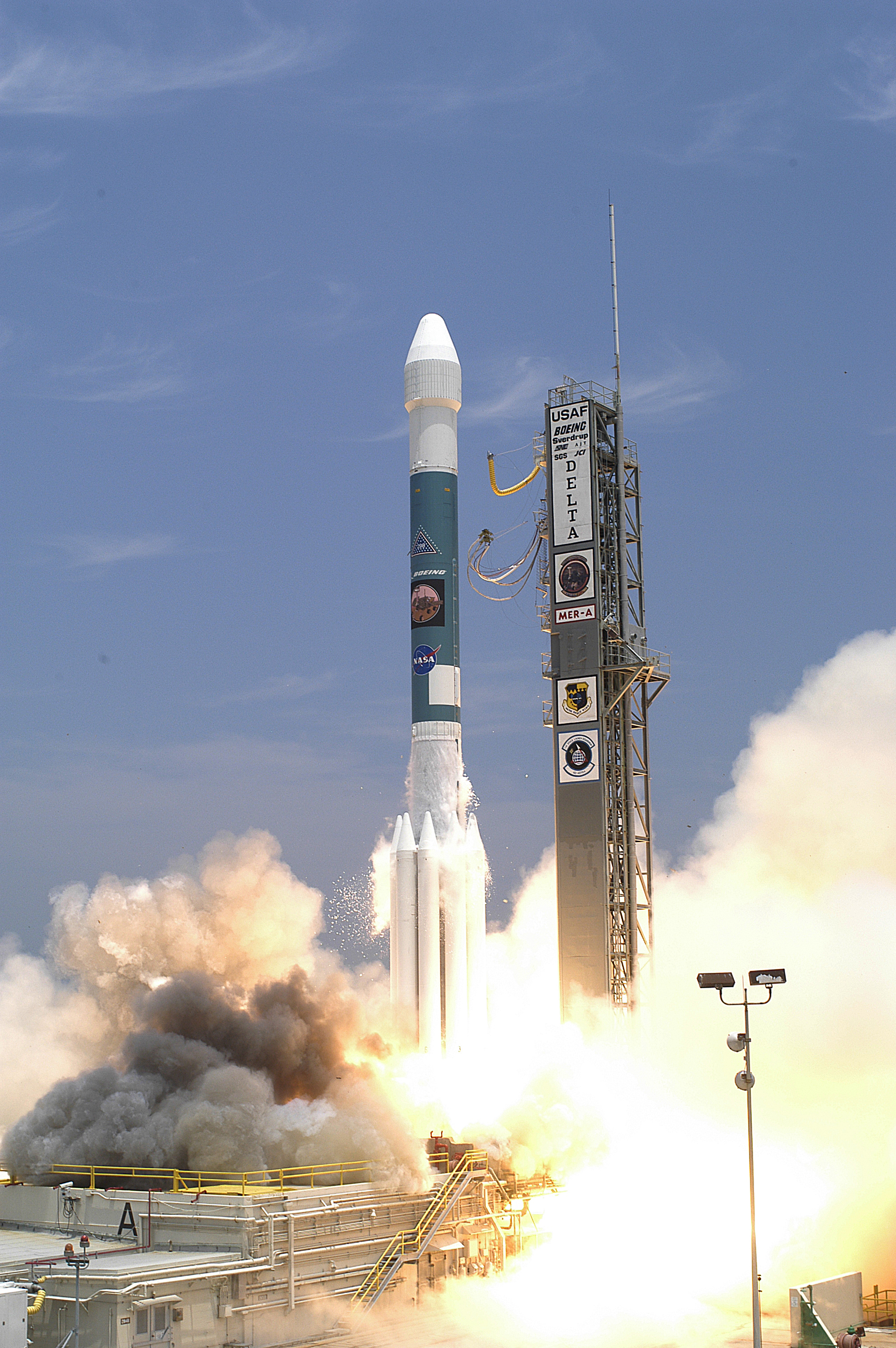
Lancio del vettore Delta II con la sonda contenente il rover Spirit

Il lancio della sonda contenente il rover Spirit avvenne il 10 giugno 2003 tramite il lanciatore Boeing Delta II, dal Complesso di lancio 17 di Cape Canaveral.

### Atterraggio
Spirit giunse sul pianeta Marte alle ore 04:35 GMT del 4 gennaio 2004 (23:35 del 3 gennaio 2004, orario della costa est degli Stati Uniti) nel cratere Gusev (coordinate 14.57 S, 175.47 E), seguito alcuni giorni dopo, il 25 gennaio 2004 alle 05:05 GMT, dal rover gemello Opportunity, atterrato dalla parte opposta del pianeta (coordinate 1,95S, 5,53 W), nel Meridiani Planum.
Su Internet vennero diffuse telecronache minuto per minuto dell'arrivo di Spirit e Opportunity in tempo reale mentre le due sonde giungevano sul pianeta.
Nota: i giorni su Marte vengono definiti sol; il giorno dell'atterraggio viene chiamato 'Sol 1', il giorno successivo 'Sol 2', e così via. Un "giorno marziano" non dura esattamente ventiquattr'ore come sulla Terra, ma quasi: la sua durata è infatti di circa 24 ore e 37 minuti..
Spirit atterrò a circa 10 chilometri di distanza dal centro dell'ellisse-bersaglio, ad una latitudine di 14.5718° S ± 30 metri, longitudine 175.4785° E ± 0.5 metri.
Il rover, il paracadute, lo scudo termico e alcuni segni dei numerosi rimbalzi effettuati dalla sonda sulla superficie marziana vennero ripresi dal Mars Global Surveyor (MGS). Nell'immagine si può osservare la complessa sequenza che ha portato all'atterraggio. Questo tipo di approccio permette di atterrare su un pianeta riducendo i costi e i requisiti tecnici rispetto a un atterraggio morbido "classico".
Dopo aver iniziato le operazioni, il rover riprese diverse immagini panoramiche, che permisero agli scienziati di individuare punti interessanti da analizzare. Il team della missione battezzò il sito di atterraggio "Columbia Memorial Station", in onore dei sette astronauti che persero la vita nel disastro dello Space Shuttle Columbia. Dal punto di atterraggio, le colline "Columbia Hills" distavano circa 3 km.

### 2004

#### Prima foto a colori

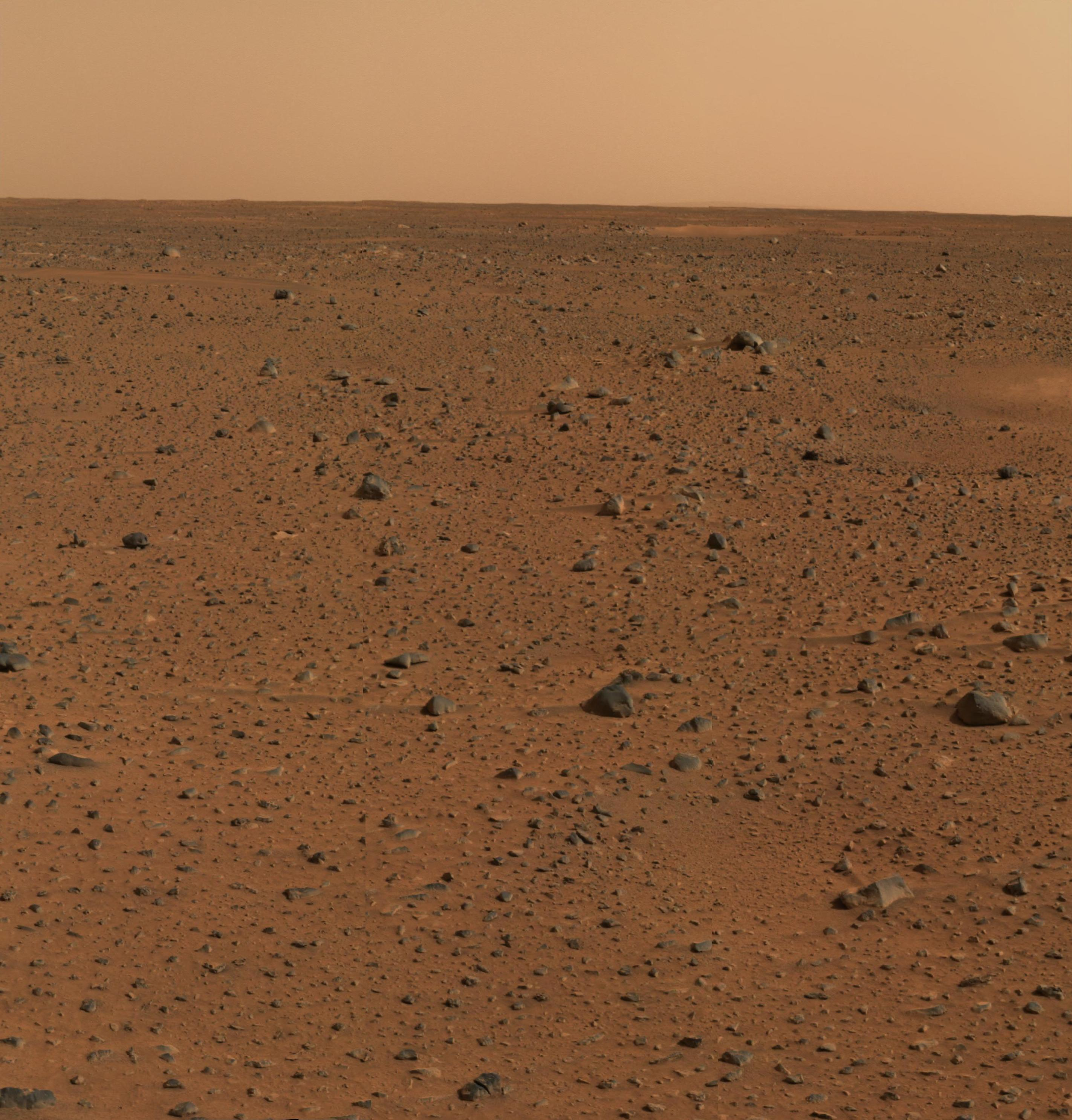
Prima immagine a colori inviata da Spirit, che mostra il cratere Gusev

La prima foto a colori inviata da Spirit, pur essendo larga 4000 pixel e alta 3000, è solo una piccola parte (un ottavo) del panorama completo a 360 gradi ripreso dalle camere fotografiche di Spirit chiamate PanCam. Questa foto non è tridimensionale, ma sul sito della NASA è possibile scaricare anche versioni 3D delle foto, visibili con gli appositi occhialini rosso-blu. 
La foto panoramica mostra un paesaggio tipicamente marziano (cf. missioni Viking), col terreno cosparso di sassi di varie dimensioni e una dominante di colore rosso dovuto alle grandi quantità di ossido di ferro presenti nei minerali del pianeta.
Le PanCam erano camere fotografiche monocromatiche, ma dotate di filtri a diverse lunghezze d'onda. Le fotografie a colori sono state ricostruite a Terra a partire da diverse immagini riprese a lunghezze d'onda differenti.

#### Dispiegamento del rover
Prima di poter abbandonare il lander, però, il "rover" dovette "dispiegarsi", in quanto - per resistere alle fortissime sollecitazioni del lancio e dell'atterraggio - tutte le sue parti mobili erano state saldamente ripiegate, ancorate e fissate al corpo del robot. La procedura di dispiegamento richiese diversi Sol: apertura dei pannelli solari, innalzamento della telecamera panoramica, dispiegamento delle ruote anteriori, arretramento delle ruote posteriori, e infine taglio dei cavi di sicurezza.
Alla fine, dopo la rotazione necessaria a evitare gli airbag, il "rover", ricevuto un apposito comando dalla Terra, iniziò la sua prima passeggiata marziana, muovendosi autonomamente per 3 metri e abbandonando l'ormai inutile modulo di atterraggio, ad una velocità massima di 2 centimetri al secondo.

#### Tecnica di movimento del rover
A differenza di quello usato nella missioni Mars Pathfinder del 1997, il lander che portò Spirit' su Marte non conteneva alcun carico utile ai fini della missione, ma costituiva solo un guscio di protezione per il rover, sul quale erano raggruppati tutti gli strumenti che nel caso del Pathfinder erano suddivisi tra il lander e il rover Sojourner. Per questo motivo, non esistono, a differenza del Sojourner, immagini di Spirit che si muove sul suolo marziano, viste dall'esterno: quelle disponibili in rete sono frutto di elaborazioni al computer.
Caratteristica interessante del rover "Spirit" (e del gemello Opportunity) era la totale autonomia di navigazione: i tecnici dalla Terra stabilivano quale punto del suolo marziano il "rover" avrebbe dovuto raggiungere, dopodiché era il "rover" stesso a stabilire quale fosse il percorso migliore per evitare gli ostacoli più grandi, pur essendo progettato per poter marciare, in caso di necessità, sopra gli ostacoli più piccoli. 
Nel sol 9 il rover utilizzò per la prima volta il suo braccio meccanico, che conteneva diversi strumenti scientifici, tra cui uno strumento abrasivo chiamato Rock Abrasion Tool, uno microscopio ottico e due spettrometri.

#### Sol 17 - anomalia della memoria
Nei sol seguenti Spirit continuò a inviare decine di megabyte di informazioni al team della NASA, sotto forma di immagini, ma anche di dati prettamente tecnici (temperatura, pressione, immagini a infrarossi ecc). Il 21 gennaio (sol 17), il rover cessò bruscamente le comunicazioni con il controllo di missione. Il giorno successivo venne inviato un segnale che confermava la ricezione delle trasmissioni da Terra, ma indicava che la sonda era in modalità guasto. 
Dopo aver inviato diversi messaggi a basso bitrate, il team ricevette i dati diagnostici della sonda, attraverso l'orbiter Mars Odyssey. Le analisi dei dati mostravano che Spirit era bloccato in un ciclo continuo di riavvii. Il rover era programmato per riavviarsi in caso di guasto, e l'anomalia doveva essere generata nella memoria flash, nella EEPROM o in un componente hardware. Quest'ultima possibilità avrebbe sicuramente comportato la fine della missione per il rover. I progettisti, sperando che il guasto fosse nella memoria flash, inviarono al rover il comando di riavvio escludendo la memoria flash. Fortunatamente il comando sbloccò il sistema operativo dal ciclo di riavvii.
Il 24 gennaio il team di controllo annunciò che il problema era nella memoria flash del rover, causato da un bug nel software. Dopo aver riformattato la memoria flash, il 6 febbraio Spirit riprese le attività scientifiche operando normalmente.

#### Il percorso

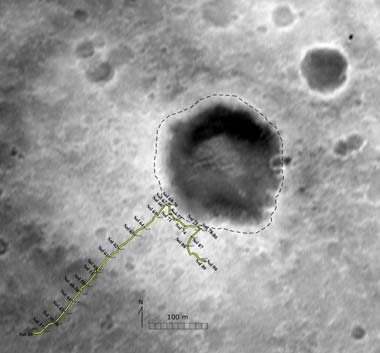
Il percorso di Spirit

Risolti i problemi al computer di bordo, Spirit venne diretto verso un cratere denominato Bonneville distante circa 300 metri. Durante il percorso vennero esaminate svariate rocce e analizzato il terreno. Gli spettrometri indicarono una presenza quasi esclusiva di roccia di origine vulcanica. Immagini panoramiche ad alta risoluzione dal bordo del cratere convinsero gli scienziati a non effettuare ulteriori analisi vista la mancanza di affioramenti. Queste infatti sarebbero utili per comprendere se in passato nel cratere Gusev vi fu la presenza di acqua. Spirit giunto oltre il Sol 100, si è diretto verso le colline Columbia distanti circa 2 km. La missione che ufficialmente doveva terminare con il 90° Sol è stata estesa fino a settembre 2004; in seguito, anche grazie all'incredibile ciclo vitale dei rover (vedi sotto) la missione è stata prolungata a data da destinarsi (più probabilmente fino a quando essi continueranno a funzionare entro i parametri operativi).
Nell'immagine a fianco il percorso completo coperto da Spirit nella prima fase della missione (90 sol):

#### Primo scavo in una roccia marziana

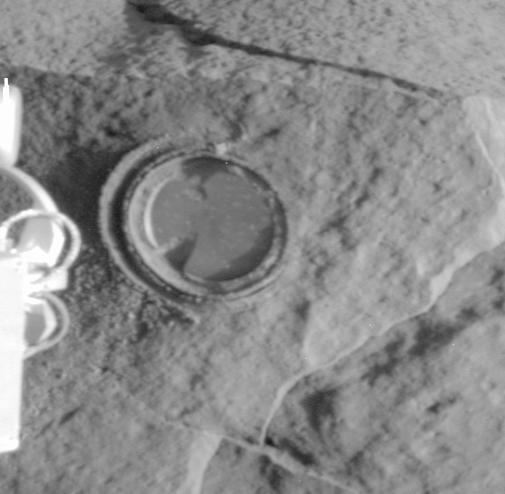
Immagine ripresa dalla PanCam della roccia chiamata Adirondack, dopo l'utilizzo dello strumento abrasivo RAT

La prima abrasione di una roccia marziana venne effettuata su una roccia battezzata Adirondack, impiegando lo strumento abrasivo Rock Abrasion Tool (RAT).
Lo strumento praticò un foro di 45,5 mm di diametro e 2,65 mm di profondità, portando alla luce la parte interna. Le analisi con il microscopio e altri strumenti indicarono che la roccia era basalto vulcanico.

#### Mimi

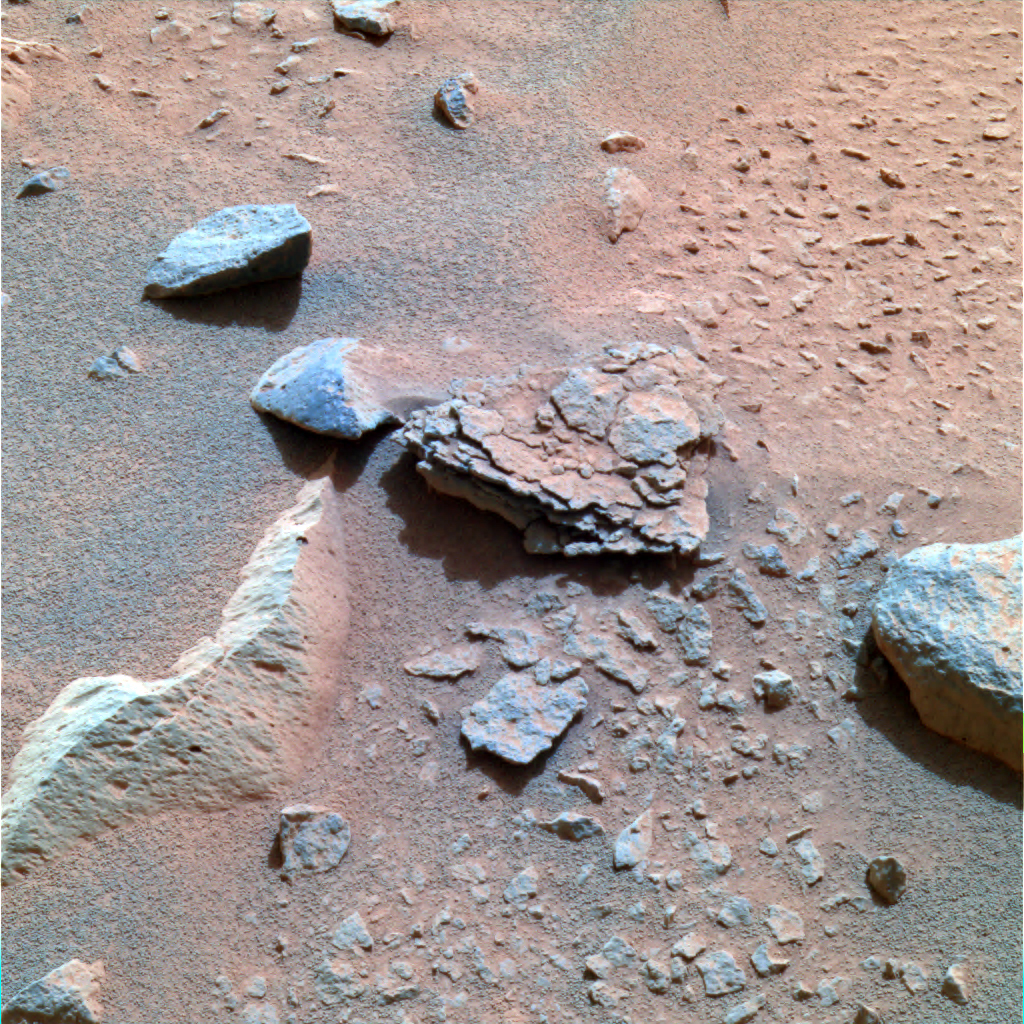
Immagine a colori artificiali di "Mimi"

Questa immagine a colori ripresa dalla camera panoramica durante il Sol 40 è centrata su una curiosa roccia chiamata Mimi. Essa era solo una delle tante peculiarità dell'area nota come Stone Council, ma appare diversa da ogni altra roccia vista dagli scienziati nel cratere Gusev. Le caratteristiche di "Mimi" hanno generato molte ipotesi, tra cui la presenza di una forte pressione a causa di un impatto o del terreno, oppure potrebbe essere stata una duna che si è cementificata in strati. Quest'ultimo processo a volte richiede l'azione dell'acqua.

#### Humphrey e gli indizi di acqua
Il 5 marzo 2004, la NASA annunciò che Spirit aveva trovato indizi sulla storia dell'acqua su Marte analizzando una roccia soprannominata Humphrey. Ray Arvinson della Università Washington a Saint Louis annunciò durante una conferenza stampa che: "Se avessimo trovato questa roccia sulla Terra, avremmo potuto affermare che è una roccia vulcanica che ha avuto dei piccoli movimenti fluidi attorno ad essa". A differenza delle rocce trovate dal rover gemello Opportunity, questa si è formata dal magma e successivamente ha acquisito materiali più chiari in piccole fessure, che assomigliano a minerali cristallizzati. Se questa interpretazione fosse corretta, ne seguirebbe che probabilmente i minerali erano dissolti in acqua e furono in seguito trasportati all'interno della roccia oppure interagirono con essa in tempi successivi alla sua formazione.

#### Cratere Bonneville

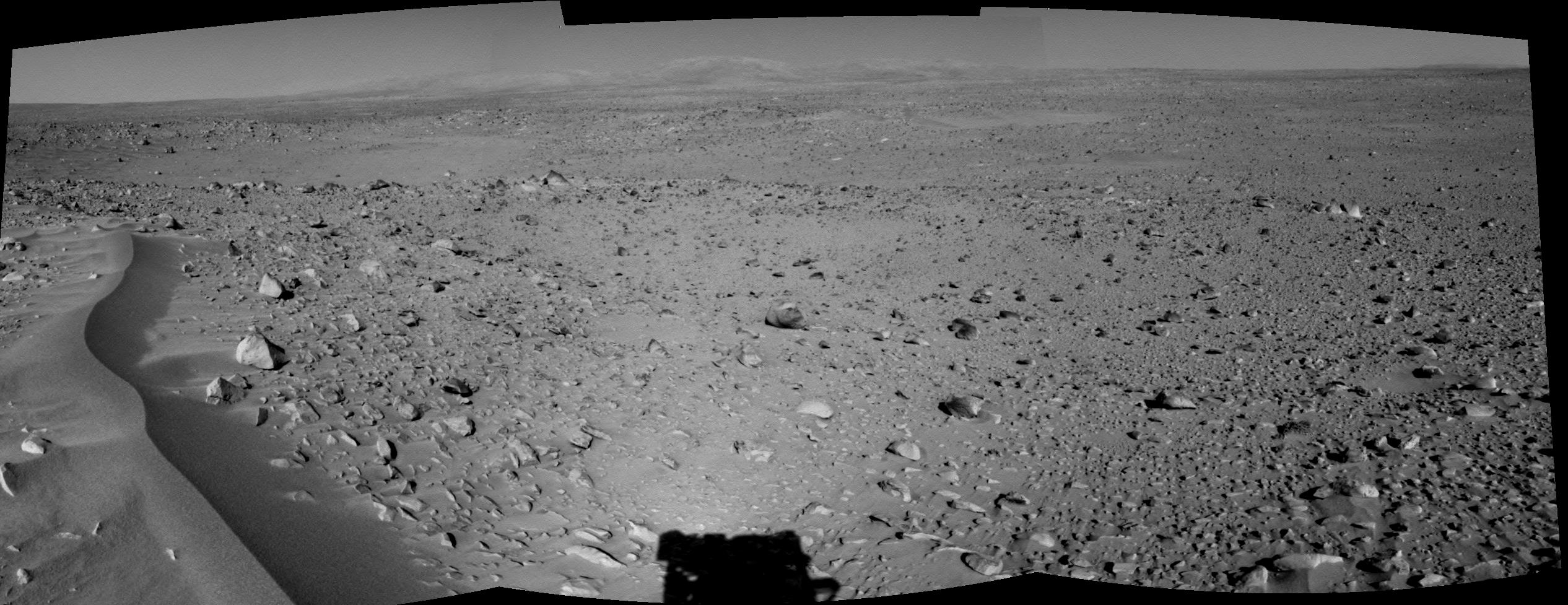
Cratere Lahontan

L'11 marzo 2004 (sol 65) Spirit raggiunse il cratere Bonneville, dopo un percorso di 370 m. Bonneville ha un diametro di 200 m e profondo 10 m. Spirit si mosse lungo il bordo meridionale, attraversò alcune dune di sabbia e continuò in direzione sudovest verso le Columbia Hills.
|  |  |

Durante il sol 105 il rover raggiunse il cratere Missoula, che misura circa 90 m di diametro, con una depressione a forma di conca profonda 18 m. Non essendo considerato un obiettivo ad alta priorità, venne indicato a Spirit di fiancheggiare il bordo settentrionale e continuare a sudest.
Spirit raggiunse il cratere Lahontan durante il sol 118, e costeggiò il suo bordo fino al sol 120. Il cratere misura 55 m di diametro ed è profondo 9 m, con dune che si estendono dal bordo di sudovest. Il rover venne guidato in modo da evitare l'area, e il rischio di perdere aderenza sul suolo sabbioso.

#### Columbia Hills
Dal cratere Bonneville il viaggio del rover fu una linea diretta verso le Columbia Hills, che venne percorso quasi completamente in modalità autonoma. I tecnici assunsero il controllo manuale solo saltuariamente. Nel sol 159 Spirit raggiunse il primo di molti obiettivi situati alle pendici del gruppo di colline. In particolare, una strana roccia soprannominata Pot of Gold venne analizzata con gli spettrometri Mossbauer e Alpha Particle X-Ray, che rilevarono la presenza di ematite. Questo minerale si forma in presenza di acqua.
Poiché l'energia prodotta dai pannelli solari era in diminuzione, il percorso di Spirit venne selezionato in modo da tenere i pannelli inclinati il più possibile in direzione del sole. Il rover venne tenuto alle pendici delle colline lungo il versante nord, analizzando diverse rocce: "Clovis" dal sol 210 al 225, "Ebenezer" dal sol 226 al sol 235, "Tetl" nel sol 270, "Ichben" e "Palinque" dal sol 281 al 295 e "lutefisk" dal sol 296 al 203. Dal sol 239 al 262 Spirit venne tenuto inattivo perché le comunicazioni con la Terra erano interrotte dalla congiunzione solare. Lentamente il rover si fece strada verso la sommità la Husband Hill, raggiungendo un punto panoramico chiamato Larry Lookout e procedendo verso una zona pianeggiante chiamata "Tennessee Valley".
Vennero condotti test di comunicazione con l'orbiter Mars Express.
Lentamente Spirit viaggiò verso la sommità della collina Husband e nel sol 344 fu pronto per scalare la cosiddetta "Cumberland Ridge".

### 2005

#### Salita sulla Husband Hill
Spirit iniziò, dopo un anno terrestre di attività, la lenta salita verso la sommità della Husband Hill. Le difficoltà furono rappresentate da molti ostacoli rocciosi e zone sabbiose, che facevano frequentemente slittare le ruote e costringevano a modificare il percorso. Nel febbraio 2005, il computer di bordo ricevette un aggiornamento software che aumentò le sue capacità di navigazione autonoma. Nel sol 371, il rover giunse nei pressi di una roccia soprannominata "Peace" che si trovava sul "Cumberalnd ridge". 
Oltre alle analisi delle rocce vennero effettuate osservazioni del terreno, trovando alte concentrazioni di sale e fosforo.

#### Diavoli di sabbia
Il 9 marzo 2005 (probabilmente durante la notte marziana) l'efficienza dei pannelli solari balzò dal 60% al valore del 93%. Il giorno successivo vennero avvistati dei diavoli di sabbia. L'ipotesi formulata dal team NASA fu che un diavolo di sabbia poteva aver ripulito i pannelli solari, aumentando le performance del rover e quindi la sua longevità. I diavoli di sabbia erano stati fotografati in precedenza solo dal rover Pathfinder.

Video di un diavolo della sabbia marziano, ripreso dal rover Spirit. Il contatore nell'angolo in basso a sinistra indica il tempo in secondi dopo lo scatto della prima foto. Al termine della sequenza si può notare come il diavolo di sabbia abbia lasciato una striscia sulla superficie. Altri quattro fenomeni simili sono visibili in lontananza

#### Sommità della Husband Hill
Il rover, venne dunque diretto verso la sommità della collina Husband, studiando durante il percorso varie rocce tra cui "Keystone", "Pittsburgh", "Reef", "Backstay", "Methuselah". Per ogni obiettivo il rover utilizzò lo strumento di abrasione RAT, gli spettrometri e la camera microscopica. Una roccia stratificata, chiamata "Independence", interessò gli scienziati a causa del suo scarso contenuto di ferro. Nelle vicinanze sono state trovate le rocce ("Descartes", "Bourgeoisie", "Hausmann", "Assemblée").

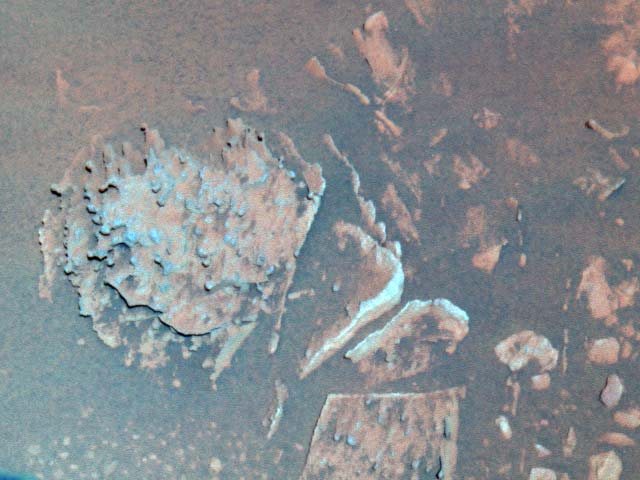
Immagine ravvicinata della roccia soprannominata "Pot of Gold"
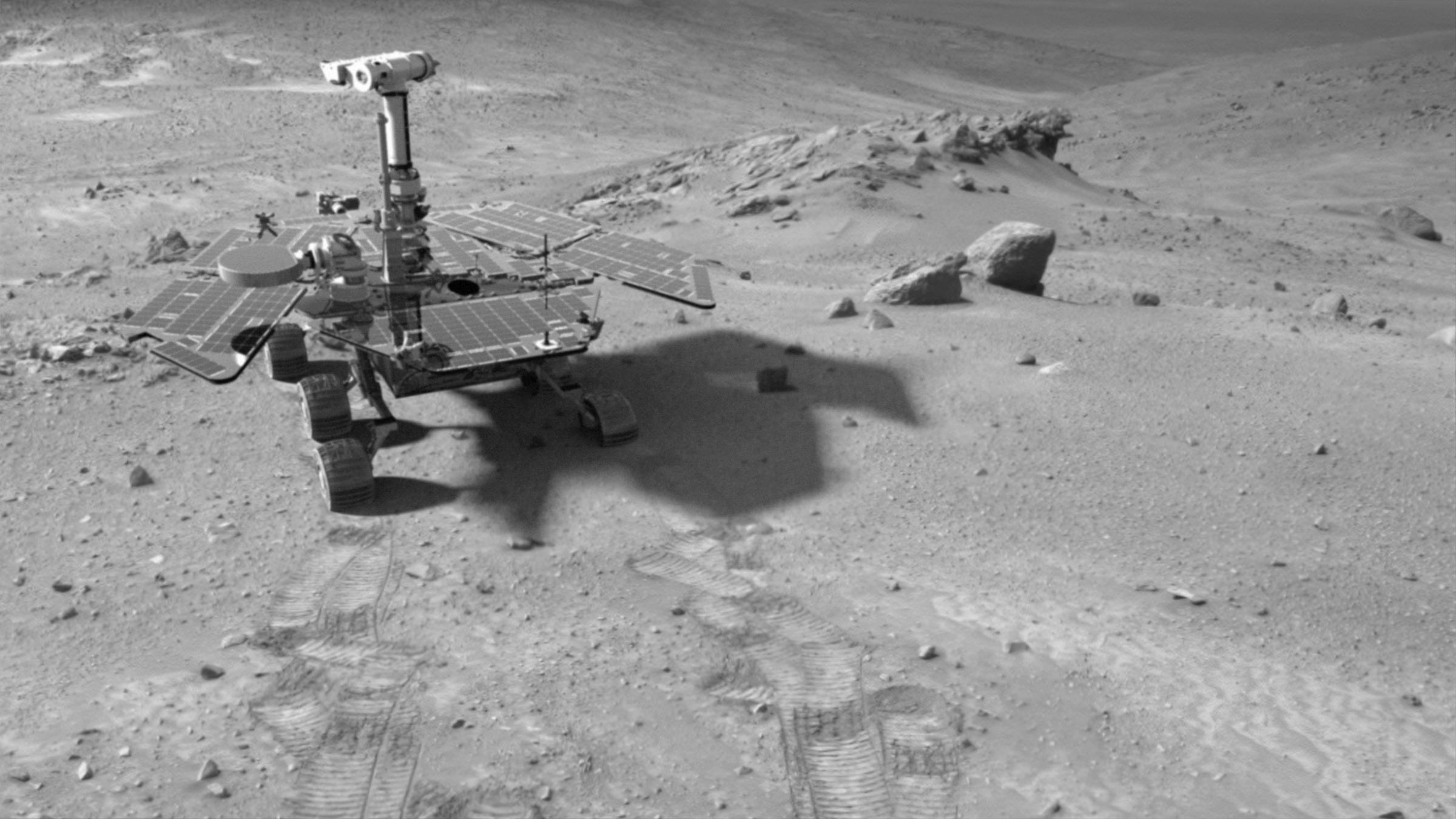
Ricostruzione del rover Spirit nella zona detta Larry Lookout
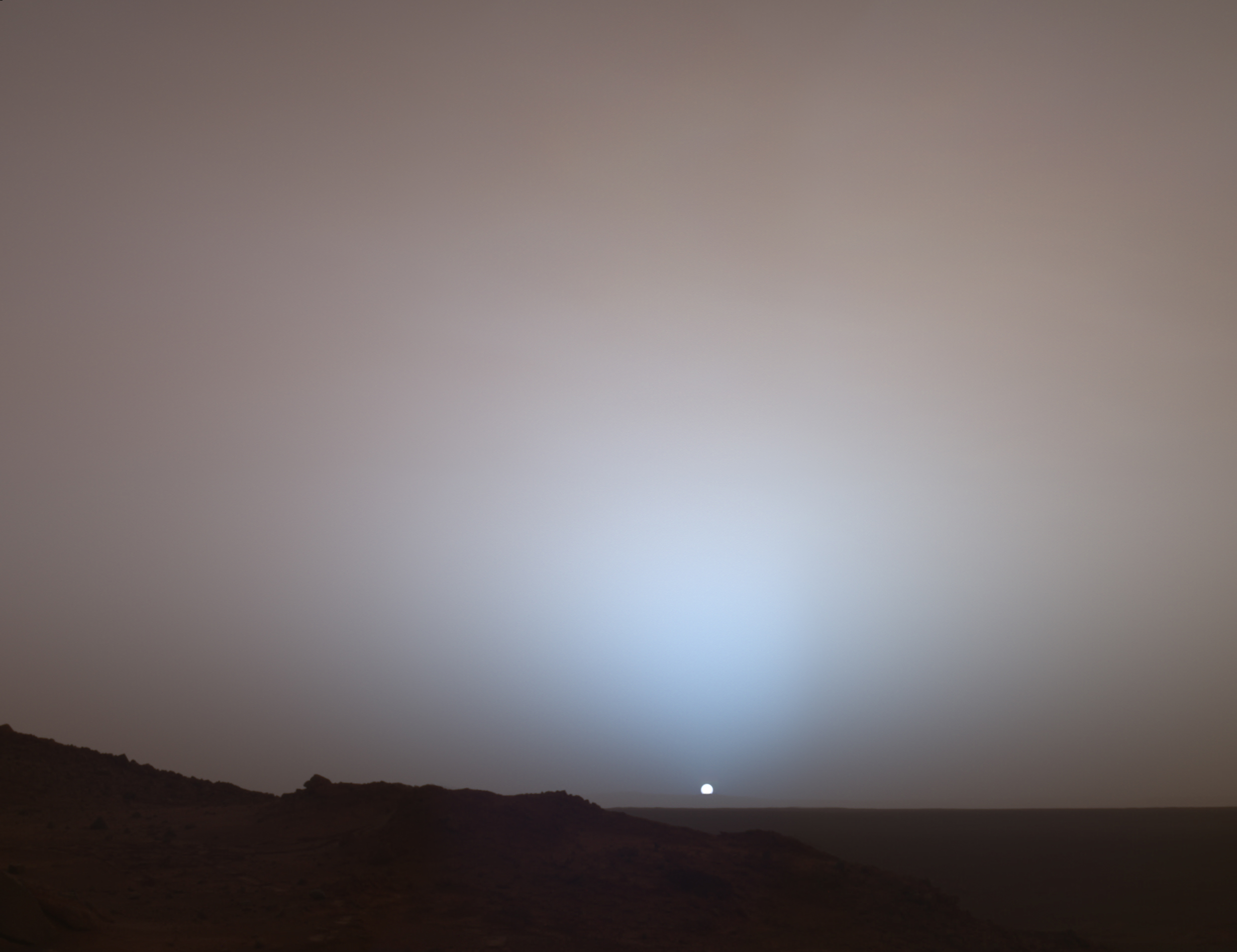
Fotografia di un tramonto su Marte ripreso dal cratere Gusev il 19 maggio 2005

La sommità era piatta, e da essa il rover riprese una foto panoramica a 360° che comprendeva anche il cratere Gusev. 
Durante il sol 656, il rover effettuò misurazioni dell'opacità atmosferica con le camere PanCam, che vennerò utilizzati in una campagna di osservazioni assieme al telescopio spaziale Hubble.
|  |  |

Gli obiettivi del team scientifico comprendevano l'accesso al bacino interno e la ripresa di immagini dei potenziali percorsi, della cresta "Cumberland", l'osservazione dell'atmosfera durante il giorno, la struttura geologica della collina, lo studio delle rocce e degli affioramenti, la ripresa delle immagini panoramiche dalla sommità.
Per individuare l'uscita migliore dalla sommità della collina vennero riprese varie immagini, che evidenziarono un passaggio sicuro per la discesa che attraversava alcune creste chiamate "Haskin upper ridge" e "Haskin east ridge".
Durante la discesa, il rover raggiunse una formazione rocciosa chiamata "Comanche" (sol 690). Gli spettrometri rilevarono la presenza di carbonato di ferro e magnesio, in concentrazioni 10 volte superiori a quelle misurate nelle rocce precedenti. I carbonati si formano in ambienti umidi e neutri, ma si dissolvono con gli acidi. La roccia "Comanche"" rappresentò la prima forte evidenza che l'ambiente marziano del passato poteva essere più favorevole alla vita rispetto a quello che si pensava fino ad allora.
Durante le notti vennero effettuate osservazioni delle lune Fobos e Deimos per migliorare il calcolo delle loro orbite.

### 2006

#### Verso la McCool Hill
Nel 2006 Spirit si diresse verso un'area soprannominata "Home Plate", che venne raggiunta a febbraio.
La pianificazione delle esplorazioni prevedeva che raggiungesse il versante nord della collina McCool Hill, dove avrebbe ricevuto una quantità di luce adeguata durante l'inverno marziano. Tuttavia il 16 marzo il team del JPL annunciò che una ruota del rover, già problematica, non funzionava più. Nonostante il guasto, Spirit continuò a muoversi verso la collina McCool spostandosi alla rovescia e trascinando la ruota danneggiata.
A marzo il rover venne rallentato da un terreno sabbioso e poco compatto, quindi venne deciso di interrompere i tentativi di raggiungere la McCool Hill e portare il rover in una cresta che si trovava nelle vicinanze e soprannominata "Low Ridge Haven".

#### Collina McCool
Inizialmente, l'obiettivo successivo di Spirit era posizionato sul lato nord della collina McCool, dove il rover avrebbe ricevuto un'adeguata quantità di luce solare durante l'inverno marziano. Il 16 marzo 2006 il JPL annunciò che una delle ruote anteriori (già problematica in passato) aveva completamente smesso di funzionare. Venne trovata una soluzione per aggirare il problema, facendo procedere il rover "in retromarcia", in modo da trascinare la ruota difettosa. Durante l'avvicinamento alla collina, tra gli affioramenti rocciosi chiamati "Oberth" e "Korolev", il rover venne rallentato in un terreno sabbioso e impraticabile, venne quindi deciso di annullare i tentativi di raggiungere la collina, procedendo invece verso una vicina zona detta Low Ridge Haven.

#### Low Ridge Haven
La zona venne raggiunta il 9 aprile 2006 e in essa il rover trascorse otto mesi effettuando analisi e misurazioni. Non vennero tentati spostamenti a causa dei bassi livelli di energia presenti nel corso dell'inverno marziano. All'inizio di novembre 2006, dopo le brevi giornate invernali e la congiunzione solare, le comunicazioni con la Terra furono pesantemente limitate.

Durante la permanenza furono riprese due rocce con composizione chimica simile a quella dello Heat Shield Rock, un meteorite trovato dal rover Opportunity. Chiamate Zhong Shan e Allan Hills, si trovano su altre rocce sullo sfondo, e appaiono di colore più scuro. Sono state effettuate altre analisi spettrografiche per determinare la composizione esatta di tali rocce, che potrebbero anche rivelarsi di origine meteoritica.

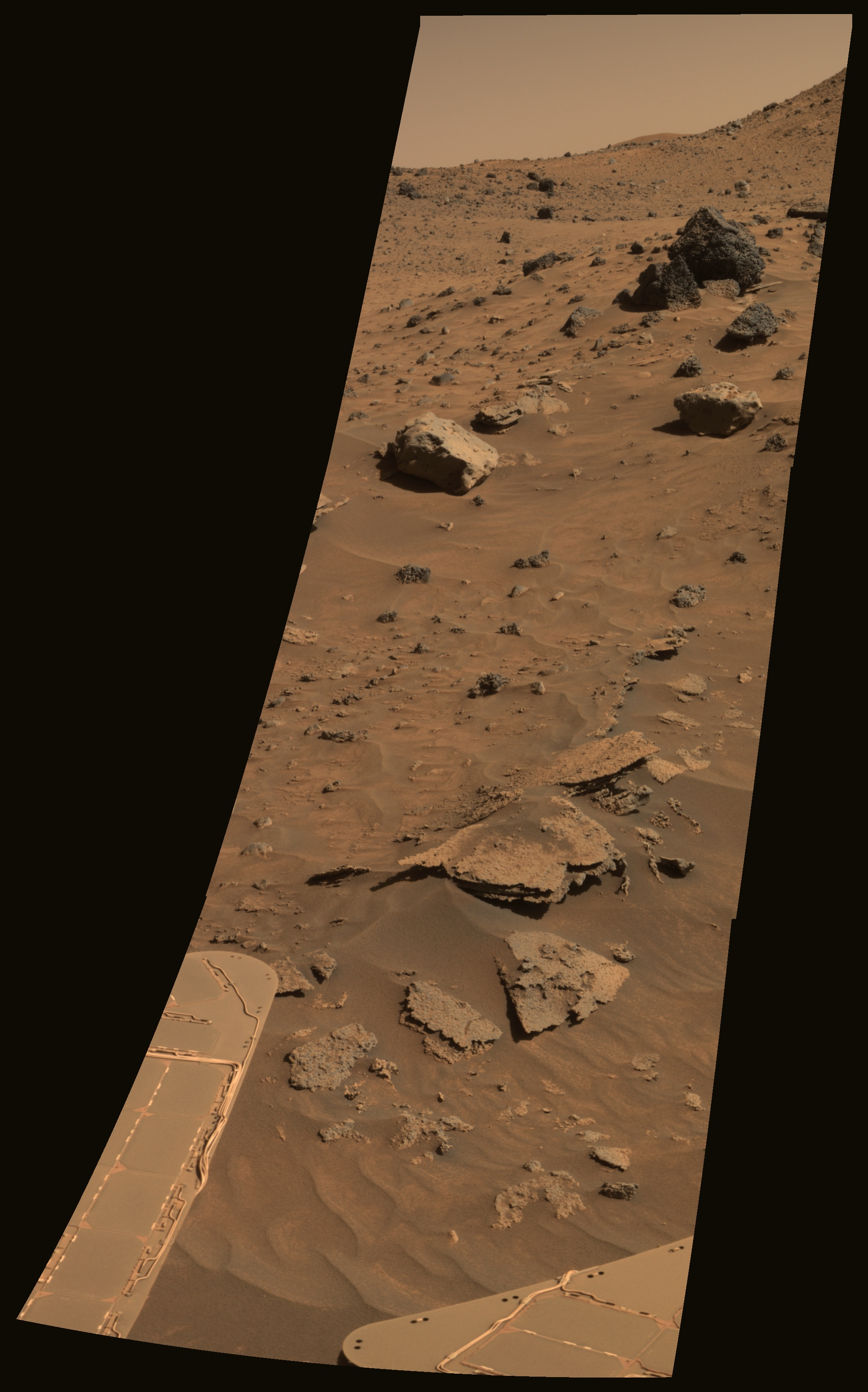
Possibili meteoriti nella zona Low Ridge Haven
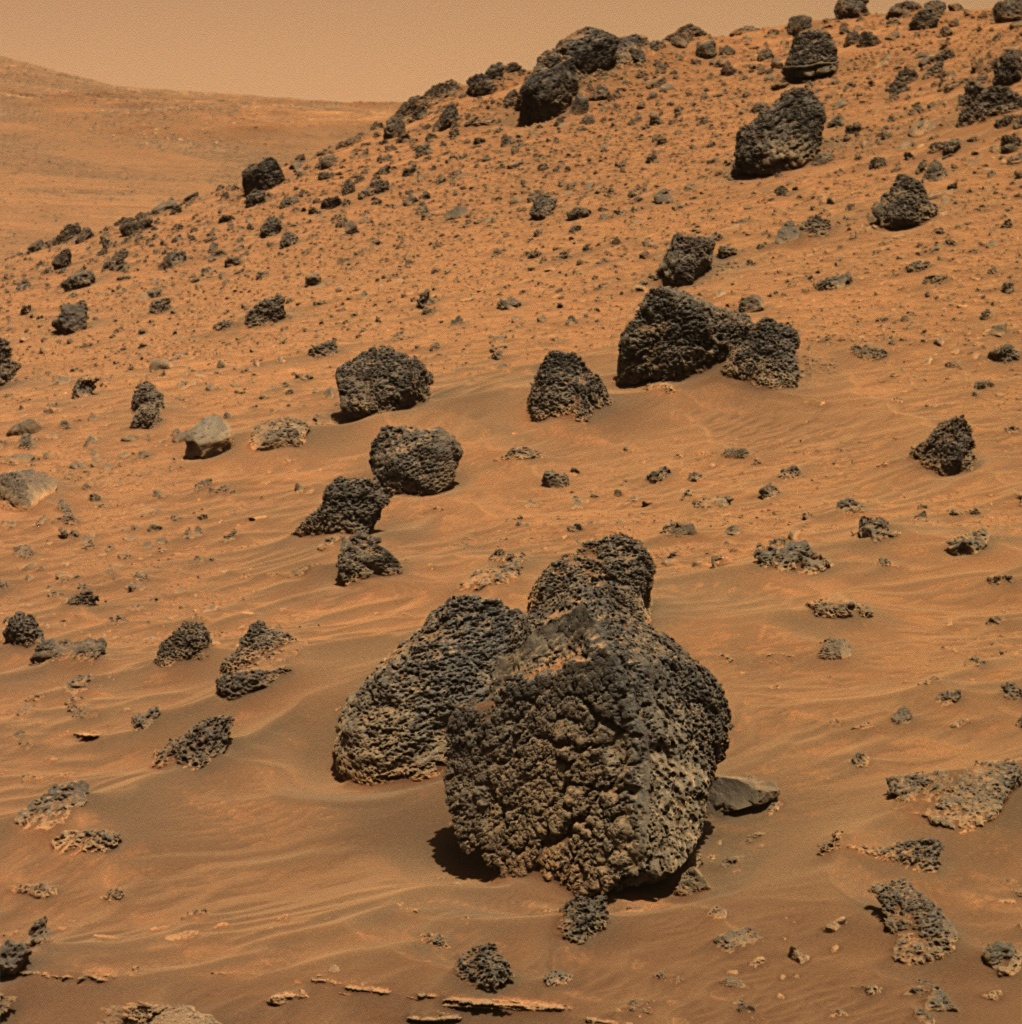
Frammento di roccia vulcanica nella zona Low Ridge Haven
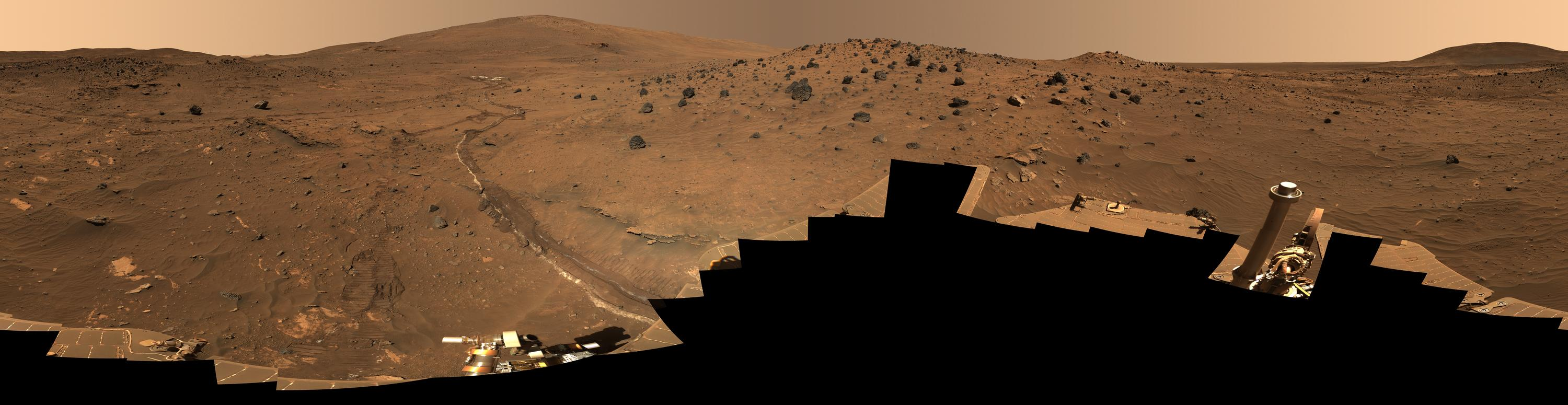
Panorama ripreso dalla Low Ridge

Nella cosiddetta "Campagna invernale di esplorazioni", Spirit iniziò uno studio fotometrico dei cambiamenti stagionali della superficie (misurazioni durate 5 mesi). Il rover procedette nelle analisi degli strati del terreno scavati dal RAT, compiendo delle riprese video e immagini microscopiche del terreno sottostante. La procedura venne ripetuta per i successivi strati.
Le condizioni invernali continuarono a peggiorare, e i dispositivi di riscaldamento delle batterie vennero attivati, poiché la temperatura interna si aggirava a −19 °C. Le operazioni di manutenzione compiute dal team NASA compresero la ricalibrazione del sistema di navigazione inerziale e l'aggiornamento del software. Durante il Sol 915, dopo 5 mesi di riprese, il rover completò un'immagine a 360° del panorama, chiamata "Panorama McMurdo" e composta da 1449 immagini. La quantità di dati di questa immagine è pari a 500 Mb e il rover ne trasmise a Terra alcune porzioni alla volta. Era la visuale panoramica più dettagliata mai ottenuta fino a quel momento sul pianeta rosso.

### 2007

#### Aggiornamento software
Il 4 gennaio 2007 (sol 1067), entrambi i rover ricevettero una nuova versione del software per i computer di bordo. L'aggiornamento permetteva al computer di decidere se trasmettere o meno una immagine e se estendere o meno il braccio robotico per esaminare le rocce. Queste modifiche fecero risparmiare tempo agli scienziati che non avrebbero più dovuto setacciare centinaia di immagini per trovare quella desiderata, e decidere se era necessario estendere il braccio robotico ed esaminare le rocce..

#### Silica Valley

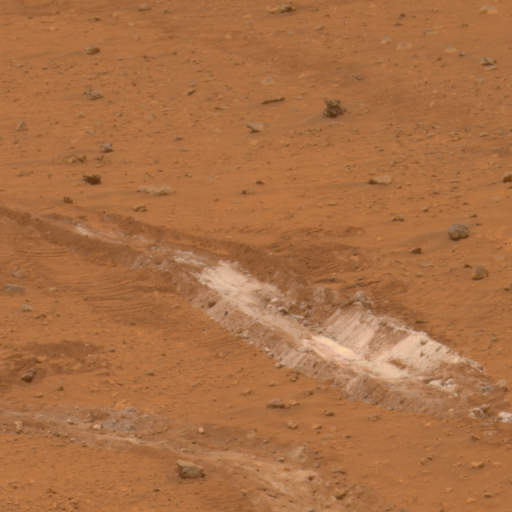
Strati di terreno ricco di silice sotto alla superficie

La ruota bloccata del rover ebbe comunque un lato positivo: mentre Spirit si spostava all'indietro trascinando la ruota bloccata, essa strisciò nello strato superiore del terreno portando alla luce degli strati più profondi. Le analisi mostrarono indizi di un ambiente passato favorevole alla vita microbica. Sulla Terra tali condizioni si trovavano nei pressi di sorgenti termali dove l'acqua o il vapore acqueo era entrata a contatto con rocce vulcaniche e pullulano di batteri. 
Su Marte, il materiale chiaro presente sotto lo strato superficiale, era estremamente ricco di silice, e poteva essere stato prodotto in due modi: attraverso il discioglimento in acqua della silice e il suo trasporto in un altro luogo, come avveniva presso le sorgenti termali, oppure attraverso vapori acidi provenienti dalle fratture delle rocce, analogamente alle fumarole acide.

#### Tempeste di sabbia e l'altopiano Home Plate
Durante il 2007 i progressi scientifici vennero rallentati a causa della stagione delle tempeste di sabbia. Gli scienziati si concentrarono su un affioramento roccioso chiamato "Troll". Il 9 febbraio 2007, il Sol 1097, con l'inizio della primavera marziana. Il rover venne inviato indietro verso l'"Home Plate", per riprendere le analisi.
A marzo, il rover riprese gli studi nella parte ovest del plateau "Home Plate", usando la strumentazione di bordo per osservare varie rocce e affioramenti. In particolare venne studiata una roccia, chiamata "Gertrude Weise", di colore chiaro e ricca di silicio. Successivamente sono state studiate una moltitudine di rocce nelle vicinanze.

#### Tempeste di sabbia
Verso la fine di giugno 2007, una serie di tempeste di sabbia iniziarono a riempire l'atmosfera marziana di polvere. Le tempeste si intensificarono e il 20 luglio entrambi i rover (Spirit e Opportunity) dovettero fronteggiare la possibilità di una perdita di potenza. I responsabili della NASA comunicarono che stavano "facendo il tifo per la sopravvivenza dei rover, ma essi non sono stati progettati per queste condizioni così intense". Il problema principale era rappresentato dalla drastica riduzione dell'energia.
Normalmente i pannelli solari dei rover erano in grado di generare 700 Wh di energia al giorno. Durante queste tempeste, la quantità di energia generata scese fino a 128 Wh, sotto alla soglia di 150 Wh oltre alla quale i rover dovevano prelevare energia dalle batterie per mantenere in funzione i riscaldatori. Questi erano fondamentali per evitare guasti agli elementi elettrici ed elettronici causati al freddo intenso. I rover vennero impostati sul più basso livello di consumo energetico, in attesa che le tempeste passassero. 
All'inizio di agosto la situazione migliorò leggermente, e i rover poterono ricaricare le batterie.

#### Sommità dell'Home Plate

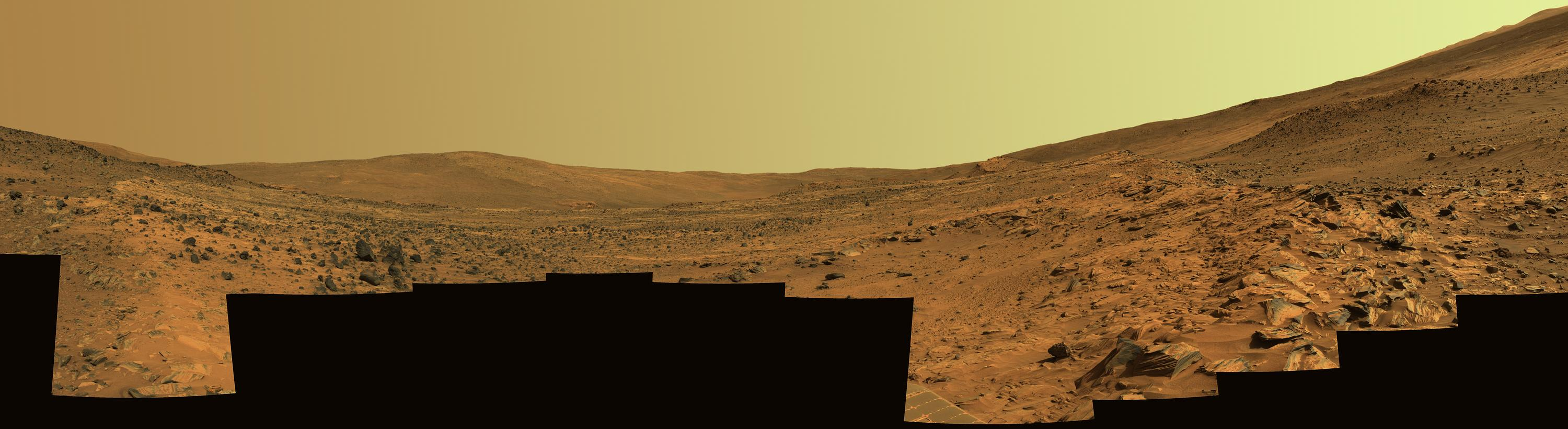
Immagine panoramica ripresa da Spirit sulla sommità dell'Home Plate

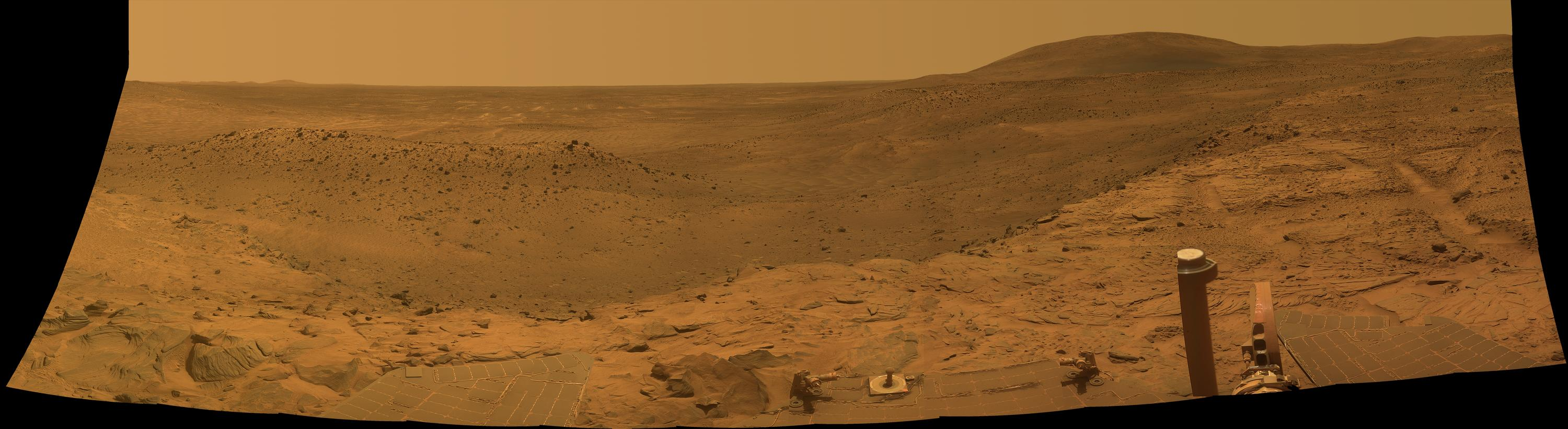
Immagine panoramica ripresa dal "Winter Haven 3"

Il 10 settembre 2007 Spirit giunse sulla sommità dell'"Home Plate" e iniziò le analisi scientifiche nella nuova posizione. In previsione del successivo inverno, il team NASA cercò un luogo sicuro dove inviare il rover. In una corsa contro il tempo, a fine novembre venne diretto verso una località chiamata "Winter Haven 3", sul lato nord di "Home Plate", dove giunse il 17 dicembre (Sol 1398). Il rover continuò a compiere varie analisi delle rocce e del suolo.

### 2008

#### Ibernazione
I livelli di energia di Spirit destavano preoccupazione, quindi per aumentare la quantità di luce che raggiungeva i pannelli solari, venne posizionato nel lato nord dell'altopiano "Home Plate", su un terreno più inclinato possibile. A febbraio Spirit venne posizionato su un pendio di quasi 30 gradi. Quando era disponibile maggiore energia, venivano effettuate delle riprese panoramiche, mentre nei momenti di scarsa energia, le comunicazioni con la Terra venivano minimizzate e tutti gli strumenti non essenziali venivano tenuti spenti. Nel solstizio d'inverno la produzione di energia scese fino a 235 Wh al giorno.

#### Tempeste di sabbia invernali
Il 10 novembre 2008 si verificò una vasta tempesta di sabbia, che ridusse l'energia raccolta dai pannelli a 89 Wh al giorno, un livello critico.
Dal 14 al 20 novembre (sol 1728 - 1734), l'energia era in media 169 Wh, e vennero spenti i riscaldatori relativi al Thermal emission spectrometer, che consumavano 27 Wh al giorno. Alcuni test mostrarono che lo strumento non era stato danneggiato e venne deciso di riattivare i suoi riscaldatori quando sarebbe stata disponibile maggiore energia.
Una congiunzione solare, dal 29 novembre al 13 dicembre impedì temporaneamente le comunicazioni con la Terra.

### 2009

#### Energia incrementata
Il 6 febbraio 2009, del vento rimosse parte della polvere che si era accumulata sui pannelli, portando l'energia generata a 240 Wh, sufficiente per spostare il rover. Altri eventi atmosferici, il 18 e il 28 aprile, pulirono ulteriormente i pannelli, aumentando l'energia disponibile a 372 Wh al giorno.

#### Trappola di sabbia

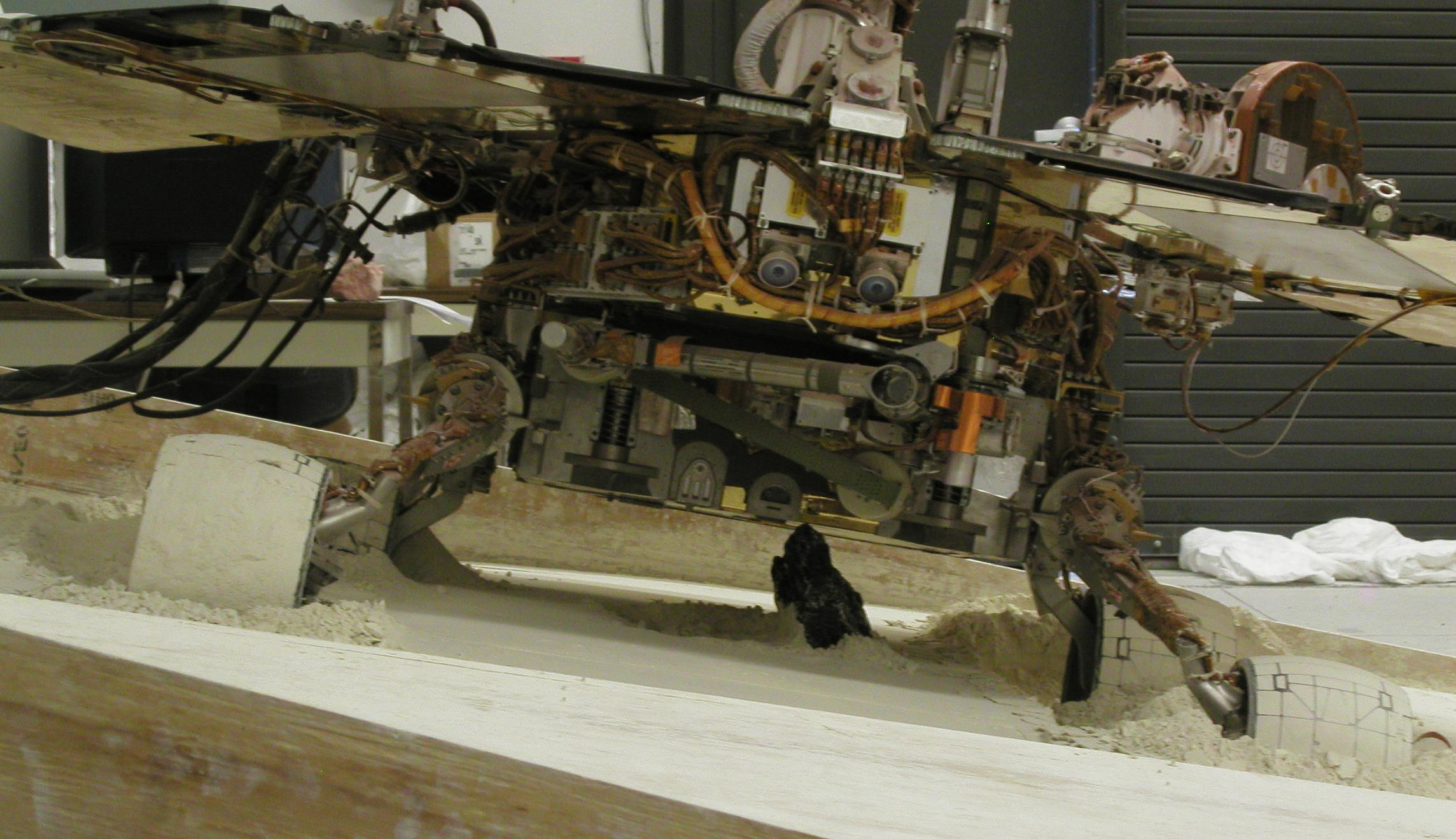
A Terra, gli ingegneri cercarono di replicare in laboratorio le condizioni in cui era bloccato Spirit

Il 1 maggio 2009 (sol 1892), il rover rimase bloccato su una zona di sabbia soffice, formata da jarosite e nascosta sotto uno strato di terreno dall'aspetto normale. Il minerale ha una bassa coesione, ed impedì al rover di far presa con le ruote.
Il team del JPL simulò la situazione del rover con un modello in laboratorio e conducendo simulazioni al computer per cercare di rimettere in movimento Spirit. Per riprodurre la stessa meccanica del suolo con le condizioni di bassa gravità e bassa pressione atmosferica, venne impiegato un modello del rover più leggero, in un laboratorio dove era simulato il comportamento del terreno e la sua coesione. I primi tentativi di far sbloccare il rover avvennero il 17 novembre 2009.

### 2010

#### Inverno marziano a Troy
Il 26 gennaio 2010 (sol 2155), dopo diversi mesi passati a cercare di sbloccare il rover, la NASA decise di ridefinire il tipo di missione, considerando il rover una piattaforma stazionaria di ricerca.
Il rover Spirit venne parcheggiato in un cratere chiamato Troy e fu opportunamente posizionato per orientarlo il più possibile verso il Sole e ottenere una ricarica delle batterie più efficiente durante il nuovo inverno marziano. Nel Sol 2170 (9 febbraio 2010), la produzione di corrente elettrica generata dai suoi pannelli solari era di 185 Wh. Il 30 marzo 2010, il rover saltò una sessione di comunicazione, probabilmente a causa dell'attivazione di una modalità di ibernazione a bassa potenza

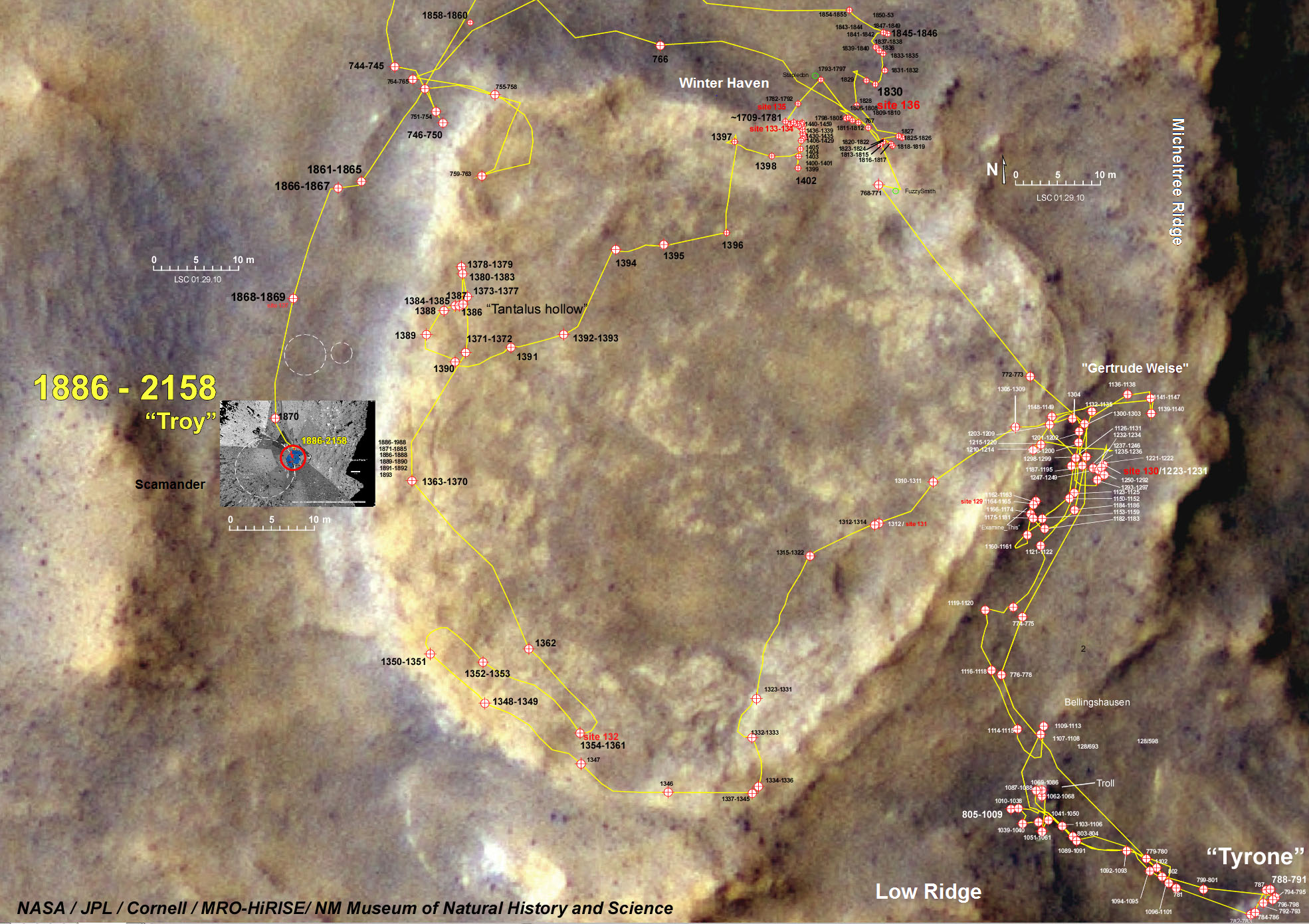
Percorso conclusivo di Spirit attorno all'altopiano "Home Plate" e posizione finale del rover.

L'ultima comunicazione avvenne il 22 marzo 2010 (sol 2208) e molto probabilmente le batterie persero così tanta energia da non riuscire più ad alimentare il clock di missione. Mentre durante gli inverni precedenti era stato possibile posizionare su un terreno inclinato verso il sole e mantenere così la temperatura sopra i −40 °C, questa volta il rover si trovò bloccato su un terreno pianeggiante, e venne stimato che la sua temperatura scese a −55 °C.
Prima di restare bloccato, Spirit percorse 7730,50 m sul suolo marziano.

#### Tentativi di comunicazione
Il rover Spirit rimase silente nella sua posizione, soprannominata "Troy" sul versante occidentale dell'Home Plate e non ci furono ulteriori contatti.
Probabilmente il rover entrò in avaria a causa dei bassi livelli di energia e spense tutti i sottosistemi, tra cui le comunicazioni, per entrare in una fase di ibernazione e cercare di ricaricare le batterie. È possibile che si verificò un'avaria al clock di missione. In questo caso il rover avrebbe perso il conteggio del tempo.

### Termine della missione
Il team del JPL continuò a cercare di ripristinare i contatti con il rover, fino al 25 maggio 2011, quando la NASA annunciò il termine delle operazioni e il completamento della missione.
Le risorse che erano stato impiegate per supportare il rover Spirit vennero trasferite al supporto di Opportunity che era ancora operativo e al rover Curiosity, che sarebbe stato lanciato a novembre 2011.